# (100813) 1998 FE124
(100813) 1998 FE124 es un asteroide perteneciente al cinturón de asteroides, región del sistema solar que se encuentra entre las órbitas de Marte y Júpiter, descubierto el 24 de marzo de 1998 por el equipo del Lincoln Near-Earth Asteroid Research desde el Laboratorio Lincoln, Socorro, Nuevo México, Estados Unidos.

## Designación y nombre
Designado provisionalmente como 1998 FE124. 

## Características orbitales
1998 FE124 está situado a una distancia media del Sol de 2,805 ua, pudiendo alejarse hasta 3,220 ua y acercarse hasta 2,391 ua. Su excentricidad es 0,147 y la inclinación orbital 7,699 grados. Emplea 1716,67 días en completar una órbita alrededor del Sol.

## Características físicas
La magnitud absoluta de 1998 FE124 es 15,1. Tiene 3,306 km de diámetro y su albedo se estima en 0,147. 